# Горецкий, Людвиг Казимирович
Людвиг Казимирович Горецкий (3 [15] августа 1825, Волынская губерния — 23 апреля [5 мая] 1885, Киев) — российский врач-дерматолог, доктор медицины, адъюнкт-профессор Киевского университета Св. Владимира.

## Биография
Родился в польской дворянской семье в Ровненском уезде Волынской губернии 3 (15) августа 1825 года (Энциклопедический словарь Брокгауза и Ефрона указывает 1826 год).
Среднее образование получил в Ровенской гимназии. Затем поступил на медицинский факультет Киевского университета, который окончил с отличием в 1848 году, стал ординатором при университетской терапевтической клинике. В 1855 году получил степень доктора медицины, защитил докторскую диссертацию «De sputis in pneumonia acuta primaria (cruposa Rokitansky)» и стал помощником директора терапевтической клиники (до 1858). В 1856—1861 годах был секретарём медицинского факультета, а в 1855—1875 годах — врачом при пансионе графини Левашовой. С 1858 года (по некоторым данным 1861) — адъюнкт кафедры специальной терапии Киевского университета.
В 1861—1863 годах изучал систему преподавания кожных и венерических болезней за рубежом (в Париж, Вене). С 1864 по 1880 год возглавлял дерматологическую клинику университета Св. Владимира в Киеве. Одновременно, с 1864 года — младший ординатор Киевского военного госпиталя. По новому университетском уставу, с 1866 года — штатный доцент кафедры специальной патологии и терапии, одновременно преподавал курс кожных болезней.
С 1868 года сосредоточился исключительно на преподавании курса болезней кожи и сифилиса, которые в то время имели значительное распространение на Украине, особенно в Киеве и Житомир. С 1877 года несколько лет читал курс инфекционных болезней на вакантной кафедре частной терапии. Одновременно заведовал госпитальной терапевтической клиникой. Был основателем отделения кожных болезней Киевского военного госпиталя, составителем первого отчета дерматологической клиники университета.
Автор научных трудов по клинике накожных болезней, которые отличались оригинальными и прогрессивными взглядами на эти болезни: упорядочил с тогдашних позиций терминологию, проводил мысль о связи кожных заболеваний с общим состоянием организма, изменениями в крови.
С 1856 года состоял членом, затем — вице-председателем, Киевского общества врачей; также с 1869 года был членом-учредителем Киевского общества естествоиспытателей и членом-корреспондентом Одесского общества врачей.
Вышел 8 ноября 1880 года в отставку «по выслуге 30 лет по учебной части» — с производством в действительные статские советнии и с полной пенсией 600 рублей в год. За заслуги в развитии медицины его портретом украсили кабинет заведующего госпитальной дерматологической клиники — по инициативе преемника, дерматолога и сифилидолога профессора М. И. Стуковенкова.
Жил в Киеве в собственном доме на Бибиковском бульваре, 4. Умер 23 апреля (5 мая) 1885 года от паралича и был похоронен на римско-католическом участке Байкового кладбища. Вдова в 1886 году возвела над могилой семейный мавзолей-часовню по проекту архитектора Ромуальда Тустановского.